# Mohamed Ahmed (politico)
Mohamed Ahmed (in arabo محمد أحمد‎?, Muhammad Ahmad; Mutsamudu, 2 luglio 1917 – Mutsamudu, 27 gennaio 1984) è stato un politico comoriano.

## Biografia
Attivo nella politica dell'arcipelago sin dagli anni Cinquanta, quando le Comore erano ancora una colonia francese, fu vicepresidente del governo locale dal 1957 al 1961. Nel 1962 fu eletto per la prima volta all'Assemblea nazionale, in occasione di una elezione suppletiva. Fu confermato poi fino al 1978.
Nel frattempo, nel 1975, le Comore avevano dichiarato l'indipendenza. Al suo ritorno in patria nel 1978, appoggiò il colpo di stato con cui Ahmed Abdallah riuscì a tornare al potere. Abdallah e Ahmed vennero nominati co-presidenti del direttorio politico-militare uscito dal golpe, il 23 maggio 1978. Pochi mesi dopo, Abdallah fu rieletto presidente, e Ahmed venne progressivamente messo ai margini della politica, con ruoli cerimoniali.